# 罗兰·格勒
罗兰·格勒（德語：Roland Göhler，1943年3月26日—），德国前男子赛艇运动员。他曾代表东德参加1968年夏季奥林匹克运动会赛艇比赛，获得男子四人单桨有舵手银牌。